# Portais na ficção científica

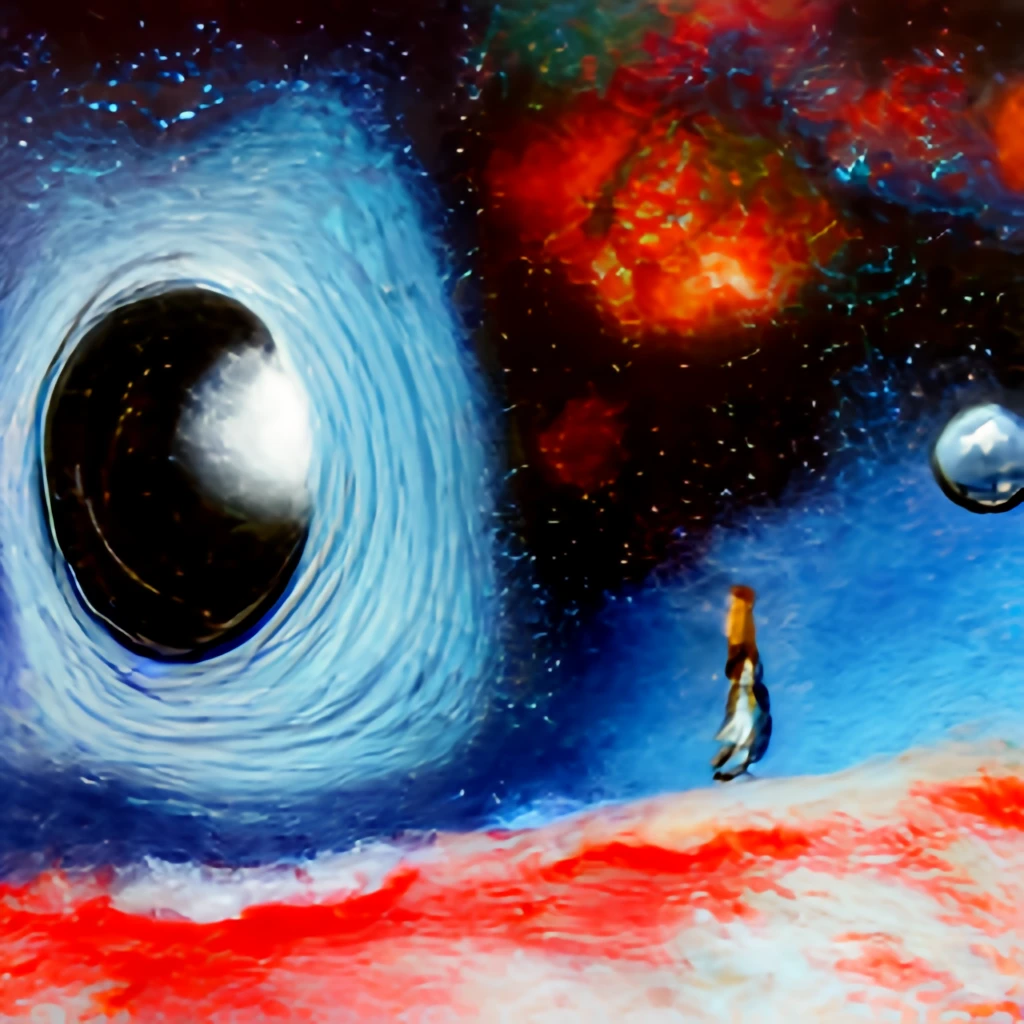
Um portal desenhado pelo Craiyon

Um portal na ficção científica e fantasia é uma magia ou tecnologia que cria uma passagem que conecta dois distantes locais separados pelo espaço-tempo. Ele geralmente consiste em duas ou mais passagens, com um objecto de entrar através de um gateway deixando o outro instantaneamente.
Locais que um portal poderá ligar incluem não somente um ponto diferente no mesmo universo (caso em que pode ser uma alternativa para teletransporte), como também um mundo paralelo (portal inter-dimensional), o passado ou o futuro (portal do tempo), e outros planos de existência , tais como céu, inferno ou outra dimensão do pós-vida. Um mundo paralelo, como Wood between the Worlds de C. S. Lewis em Chronicles of Narnia, pode existir apenas para conter vários portais.
Portais são similares ao conceito cosmológico de wormhole, e alguns portais utilizam wormholes.

## Usos

### Cinema e televisão

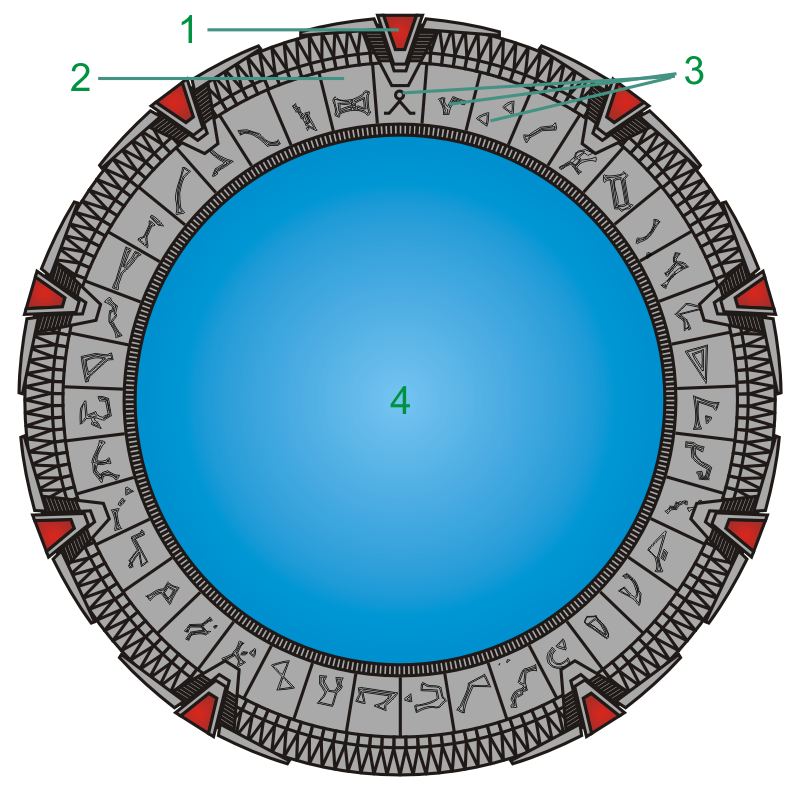
Um desenho de um Stargate

- No cinema e na televisão, um portal é frequentemente retratado usando um efeito de ondulação. Um dos primeiros exemplos é a Guardian of Forever, em Star Trek. O dispositivo poderia abrir portais no espaço-tempo portais para qualquer ponto da história em todo o universo. Foi feito em forma de anel, com um "horizonte de eventos" aguado. Este dispositivo foi utilizado no Star Trek: The Original Series episode "The City on the Edge of Forever" em 1967. Star Trek também apresentou portais com quadros angulares e efeitos cascata, como o do  episódio "Contagion", em Star Trek: The Next Generation.

- A franquia Stargate usa portais como um dos principais métodos de viagens entre planetas. Anéis grandes são colocados, ou em órbita em torno de planetas em todo o universo. Quando os viajantes "marcar" o endereço do seu destino, um buraco de minhoca é formado entre as duas portas do portal.[3]

- No desenho animado estadunidense Gravity Falls, existe um lugar subterrâneo secreto embaixo da Mystery Shack construído por Stanford Pines que tem um portal.
- Em Steven Universe, Leão é capaz de gerar portais com um rugido, sendo possível ir até à Lua através deles. Além disso, é possível aceder a uma dimensão de bolso atravessando a sua juba, que, após o episódio Lars' Head, é possível ter como destino o cabelo de Lars, amigo de Steven. Ainda, é comum para as Jóias viajarem entre portais (warp pads), que têm a sua presença espalhada por toda a Terra.

## Funções comuns
Portais são usados frequentemente em ficção científica para mover protagonistas em um novo território. Em jogos eletrônicos, o conceito é muitas vezes utilizado para permitir ao jogador cobrir um território que já foi explorado muito rapidamente.  O filme de 1998 Perdidos no Espaço (filme) contou com um sistema de Hiperportal "space-bound". A premissa do filme é que a família Robinson vai pilotar uma nave espacial para Alpha Centauri, a fim de completar a construção de um outro Hiperportal lá, o que vai permitir a viagem instantânea entre a Terra e Alpha Centauri.
Na série Jackie Chan Adventures, oito demônios foram selados usando portais para prender cada um deles em uma esfera diferente. Os portais pode ser aberto novamente, e todos foram. Os demônios foram libertados, mas posteriormente selados de volta para o submundo. A magia foi usada em cada portal para selá-los para sempre, garantindo que os demônios nunca poderiam escapar novamente. Em Transformers, os Decepticons construíram a Ponte do Espaço, que serve a um propósito semelhante. Um anel grande e redondo construído em Terra (deitado) criaria um túnel subespaço de uma torre, tendo como destino Cybertron.
Portais são comuns em MMORPGs. Em RuneScape, portais podem ter usos domésticos. Os jogadores podem instalar câmaras de portal em suas casas que apontam para diferentes cidades do mundo, permitindo o transporte gratuito a esses lugares para eles e todos os visitantes para as suas casas.  Em World of Warcraft, magos podem invocar portais que podem se teletransportar os magos e os membros de seu grupo para várias cidades.